# 카예타나 기옌 쿠에르보
카예타나 구일렌 쿠에르보(Cayetana Guillén Cuervo, 1969년 6월 13일 ~ )는 스페인의 배우이다.

## 출연 작품
- 어 건 인 이치 핸드 (2012)
- 그들만의 러브 매치 (2004)
- 내 어머니의 모든 것 (1999)
- 우정 아닌 사랑 (1996)
- 크로넨 이야기 (1994)
- 나는 너의 침대를 사랑한다 (1992)